# Puccinia cenchri
Puccinia cenchri ist eine Ständerpilzart aus der Ordnung der Rostpilze (Pucciniales). Der Pilz ist ein Endoparasit von Cenchrus-Süßgräsern. Symptome des Befalls durch die Art sind Rostflecken und Pusteln auf den Blattoberflächen der Wirtspflanzen. Sie ist auf der ganzen Südhalbkugel und darüber hinaus verbreitet.

## Merkmale

### Makroskopische Merkmale
Puccinia cenchri ist mit bloßem Auge nur anhand der auf der Oberfläche des Wirtes hervortretenden Sporenlager zu erkennen. Sie wachsen in Nestern, die als gelbliche bis braune Flecken und Pusteln auf den Blattoberflächen erscheinen.

### Mikroskopische Merkmale
Das Myzel von Puccinia cenchri wächst wie bei allen Puccinia-Arten interzellulär und bildet Saugfäden, die in das Speichergewebe des Wirtes wachsen. Aecien oder Spermogonien der Art sind nicht bekannt. Die zimtbraunen Uredien der Art wachsen beid- oder nur unterseitig auf den Blättern der Wirtspflanze. Ihre ebenfalls zimtbraunen Uredosporen sind breitellipsoid bis ellipsoid, 31–34 × 24–27 µm groß und fein stachelwarzig. Die zumeist blattunterseitig wachsenden Telien sind schwarzbraun, lang bedeckt und kompakt. Die haselnussbraunen bis goldenen Teliosporen sind zweizellig, in der Regel länglich bis keulenförmig und 37–44 × 20–24 µm groß; ihr Stiel wird bis zu 15 µm lang.

## Verbreitung
Das bekannte Verbreitungsgebiet von Puccinia cenchri umfasst die Karibik, Kontinentalamerika von den südlichen USA südwärts, Ozeanien sowie Zentralafrika.

## Ökologie
Die Wirtspflanzen von Puccinia cenchri sind verschiedene Cenchrus-Arten. Der Pilz ernährt sich von den im Speichergewebe der Pflanzen vorhandenen Nährstoffen, seine Sporenlager brechen später durch die Blattoberfläche und setzen Sporen frei. Die Art verfügt über einen Entwicklungszyklus, von dem bislang lediglich Telien und Uredien sowie deren Wirt bekannt sind; Spermogonien und Aecien konnten dem Pilz nicht zugeordnet werden.